# 福岡県道711号江島筑後線
福岡県道711号江島筑後線（ふくおかけんどう711ごう えじまちくごせん）は、福岡県久留米市から筑後市に至る一般県道である。

## 概要
久留米市城島町江島から筑後市大字和泉に至る。ほぼ全線が離合が困難または不可能な狭隘道路である。また、進路変更が多く迷走しやすい。

### 路線データ
- 起点：福岡県久留米市城島町江島（福岡県道47号久留米城島大川線交点）
- 終点：福岡県筑後市大字和泉（和泉交差点、福岡県道706号筑後城島線交点）

## 路線状況

### 重複区間
- 福岡県道702号柳川城島線（久留米市城島町原中牟田 - 久留米市城島町江上本）

### 道路施設

#### 橋梁
- 村中橋（久留米市）
- 大溝端橋（久留米市、福岡県道702号柳川城島線重複区間内）
- 立古賀橋（久留米市）
- 町中橋（久留米市）
- 島堀南橋（三潴郡大木町）
- 大福橋（三潴郡大木町）
- 更げ橋（山ノ井川、筑後市）
- 若菜橋（山ノ井川、筑後市）

## 地理

### 通過する自治体
- 久留米市
- 三潴郡大木町
- 筑後市

### 交差する道路
| 交差する道路                                          | 市町村名 | 市町村名 | 交差する場所   | 交差する場所         |
| ----------------------------------------------------- | -------- | -------- | -------------- | -------------------- |
| 福岡県道47号久留米城島大川線                          | 久留米市 | 久留米市 | 城島町江島     | 起点                 |
| 福岡県道702号柳川城島線 重複区間起点                  | 久留米市 | 久留米市 | 城島町原中牟田 |                      |
| 福岡県道702号柳川城島線 重複区間終点                  | 久留米市 | 久留米市 | 城島町江上本   |                      |
| 福岡県道710号宮本大川線                               | 久留米市 | 久留米市 | 城島町江上     |                      |
| 福岡県道83号大和城島線                                | 久留米市 | 久留米市 | 城島町江上     |                      |
| 福岡県道23号久留米柳川線                              | 三瀦郡   | 大木町   | 大字大角       | 石丸山公園入口交差点 |
| 国道442号 / 大木大川バイパス                          | 三瀦郡   | 大木町   | 大字福土       |                      |
| 福岡県道89号瀬高久留米線 福岡県道706号筑後城島線 重複 | 筑後市   | 筑後市   | 大字高江       |                      |
| 福岡県道706号筑後城島線                               | 筑後市   | 筑後市   | 大字和泉       | 和泉交差点 / 終点    |

### 交差する鉄道
- 西鉄天神大牟田線

### 沿線
- 石丸山公園
- 西鉄天神大牟田線 大溝駅
- 東京インキ福岡工場